# Lussy-sur-Morges
Lussy-sur-Morges ist eine politische Gemeinde im Distrikt Morges des Kantons Waadt in der Schweiz. Bis 1953 hiess die Gemeinde offiziell Lussy.

## Geographie

Luftbild (1958)

Lussy-sur-Morges liegt auf 458 m ü. M., 3,5 km westlich der Bezirkshauptstadt Morges (Luftlinie). Das Dorf erstreckt sich an einem leicht nach Süden geneigten Hang im Waadtländer Mittelland, an aussichtsreicher Lage rund 80 m über dem Seespiegel des Genfersees.
Die Fläche des 2,3 km² grossen Gemeindegebiets umfasst einen Abschnitt des Waadtländer Mittellandes nördlich des Genfersees. Der leicht geneigte Hang von Lussy wird im Süden vom Tälchen des Boiron de Morges, im Westen von seinem Seitenbach Irence und im Osten vom Blacon (ebenfalls ein Zufluss des Boiron) begrenzt. Im Norden wird auf dem Plateau von Denens mit 487 m ü. M. der höchste Punkt von Lussy-sur-Morges erreicht. Von der Gemeindefläche entfielen 1997 12 % auf Siedlungen, 13 % auf Wald und Gehölze und 75 % auf Landwirtschaft.
Zu Lussy-sur-Morges gehören mehrere Einzelhöfe. Die Nachbargemeinden von Lussy-sur-Morges sind im Süden Saint-Prex, im Westen Villars-sous-Yens, im Norden Denens und im Osten Lully.

## Bevölkerung
Mit 732 Einwohnern (Stand 31. Dezember 2023) gehört Lussy-sur-Morges zu den kleineren Gemeinden des Kantons Waadt. Von den Bewohnern sind 87,7 % französischsprachig, 4,5 % deutschsprachig und 3,5 % englischsprachig (Stand 2000). Die Bevölkerungszahl von Lussy-sur-Morges belief sich 1900 auf 165 Einwohner. Seit 1960 (159 Einwohner) wurde eine rasante Bevölkerungszunahme mit fast einer Vervierfachung der Einwohnerzahl innerhalb von 40 Jahren verzeichnet.

## Wirtschaft
Lussy-sur-Morges war bis in die zweite Hälfte des 20. Jahrhunderts ein vorwiegend durch die Landwirtschaft geprägtes Dorf. Noch heute haben der Ackerbau und der Weinbau eine wichtige Bedeutung in der Erwerbsstruktur der Bevölkerung. Weitere Arbeitsplätze sind im lokalen Kleingewerbe und im Dienstleistungssektor vorhanden. In den letzten Jahrzehnten hat sich das Dorf dank seiner attraktiven Lage zu einer Wohngemeinde entwickelt. Viele Erwerbstätige sind deshalb Wegpendler, die vor allem in Morges und in Lausanne arbeiten.

## Verkehr
Die Gemeinde ist verkehrstechnisch gut erschlossen, obwohl sie abseits der grösseren Durchgangsstrassen an einer Kantonsstrasse von Lully nach Villars-sous-Yens liegt. Der Autobahnanschluss Morges-Ouest an der 1964 eröffneten A1 (Genf-Lausanne) ist rund 2,5 km vom Ort entfernt. Durch einen Postautokurs, der von Morges nach Lavigny verkehrt, ist Lussy-sur-Morges an das Netz des öffentlichen Verkehrs angeschlossen.

## Geschichte
Die erste urkundliche Erwähnung des Ortes erfolgte 1026 als in villa Luciaco. Später erschienen die Bezeichnungen Lusci (1177), Luxie (1228), Lussie (1230), Luxye (1279) und Lussiez (1453). Der Ortsname geht auf den lateinischen Personennamen Lucius zurück. Um das Jahr 1000 wurde in Lussy-sur-Morges ein Priorat gegründet, die bis zur Reformation der Abtei Saint-Maurice unterstand.
Mit der Eroberung der Waadt durch Bern im Jahr 1536 kam das Dorf unter die Verwaltung der Vogtei Morges. Seit 1746 bildete Lussy-sur-Morges eine eigene kleine Herrschaft. Nach dem Zusammenbruch des Ancien Régime gehörte das Dorf von 1798 bis 1803 während der Helvetik zum Kanton Léman, der anschliessend mit der Inkraftsetzung der Mediationsverfassung im Kanton Waadt aufging. 1798 wurde es dem Bezirk Morges zugeteilt. Der Ort wurde mehrfach von schweren Bränden heimgesucht, letztmals am 26. September 1866.

## Sehenswürdigkeiten
Der heutige Bau der Pfarrkirche Saint-Maurice, 1177 als Prioratskirche erwähnt, stammt von 1759. Ebenfalls in diesem Jahr wurde das Pfarrhaus errichtet. Das Haus Delessert besitzt ein spätgotisches Portal unter einer Holzgalerie. Im Ortskern sind einige charakteristische Acker- und Weinbauernhäuser aus dem 17. bis 19. Jahrhundert erhalten.